# Popcorn Ballads
『Popcorn Ballads』（ポップコーン・バラッズ）は、2017年6月2日に発表されたサニーデイ・サービス通算11作目のスタジオ・アルバム。

## 解説
前作「DANCE TO YOU」から以来10ヶ月となる本作は、発売当日のROSE RECORDSのツイッターアカウントで突如ツイートされた「サニーデイ・サービス NEWアルバム『Popcorn Ballads』ただ今よりシェア開始します」というツイートとともに配信された。「Apple MusicとSpotifyにおけるストリーミング配信のみ」という日本では前例のない形で発表され、さらにミックスやアレンジや曲順に変更が加えられ、新たな楽曲も追加されて12月25日にフィジカルでも発売された。完全版は「Popcorn Ballads (完全版)」としてストリーミング配信もされた。
本作はコンセプトとして二枚組という長さは「DANCE TO YOU」発表後に着想されており、それをまとめ上げるため「荒廃した戦時中」というコンセプトが打ち立てられた。長さについて、曽我部は「それこそフューチャーみたいに、2枚に分けるっていう考えもあったんですよ。『Popcorn Ballads  1』と『2』みたいな感じで出して、もしフィジカルにするときがくれば2枚組とかでもいいかなって。でも、よくよく考えるとそんなことする理由も別にないなと（笑）。そこでようやく決まった感じです。実際、何時間だっていいんだからね。それこそ24時間だっていいわけで」と述べている。
また、本作は音楽性においても、発表する方法に関しても、フランク・オーシャンの「Blonde」など、ヒップホップやトラップといった近年の北米の音楽に強く影響されており、客演者もヒップホップに関する人々による客演が多いのが印象的である。アルバム制作時にサニーデイ・サービスのメンバーである田中貴や丸山晴茂は本作について特に感想を述べておらず、それについて曽我部は「うーん、たぶん億劫なんじゃないかな。感想を言おうとしても「別に俺が言うようなことでもないな」ってなっちゃって、結局何も言わないっていうさ。」「うん、晴茂くんはいないし、田中が弾いてない曲もあるしね。でもそれが今のバランスだから、それはそれでいいんだよ。田中ともまた「お前のベースじゃないとやれないから早く来いよ」ってなることもあるだろうし、そういう感情とそういう歴史をちゃんと積み重ねていきたくて。」と述べている。また、丸山晴茂は闘病のため、完全版に収録された「はつこい」のみ参加している。
元々は配信のみと予定していたが、CD化を希望する声が多く聞こえたためフィジカルでの発売に踏み切ったという。また、6月8日から6月14日にかけて、下北沢CITY COUNTRY CITYにてポップアップショップがオープンされ、Popcorn Balladsリリックポスターの無料配布やファッションブランド ”FACETASM” × サニーデイ・サービス の限定コラボTシャツ、各種限定マーチャンダイズの販売がされた。

## 収録曲

### 初期配信版
1. 青い戦車
2. 街角のファンク feat. C.O.S.A. & KID FRESINO
3. 泡アワー
4. 炭酸xyz
5. 東京市憂愁（トーキョーシティブルース）
6. きみは今日、空港で。
7. 花火
8. Tシャツ
9. クリスマス
10. 金星
11. heart&soul
12. 流れ星
13. すべての若き動物たち
14. summer baby
15. 恋人の歌
16. ハニー
17. クジラ
18. 虹の外
19. ポップコーン・バラッド
20. 透明でも透明じゃなくても
21. サマー・レイン
22. popcorn run out groove

### 完全版

#### 配信版
1. Tシャツ
2. 東京市憂愁（トーキョーシティブルース）
3. 青い戦車
4. きみの部屋
5. 泡アワー
6. 炭酸xyz
7. 街角のファンク feat. C.O.S.A. & KID FRESINO
8. きみは今日、空港で。
9. 花火
10. クリスマス
11. 金星
12. 抱きしめたり feat. CRZKNY
13. 流れ星
14. すべての若き動物たち
15. summer baby
16. はつこい feat. 泉まくら
17. 恋人の歌
18. ハニー
19. クジラ
20. 虹の外
21. ポップコーン・バラッド
22. 透明でも透明じゃなくても
23. 花狂い
24. サマー・レイン
25. popcorn run-out groove

#### CD:ROSE 214
DISC 1
1. Tシャツ
2. 東京市憂愁（トーキョーシティブルース）
3. 青い戦車
4. きみの部屋
5. 泡アワー
6. 炭酸xyz
7. 街角のファンク feat. C.O.S.A. & KID FRESINO
8. きみは今日、空港で。
9. 花火
10. クリスマス
11. 金星

DISC 2
1. 抱きしめたり feat. CRZKNY
2. 流れ星
3. すべての若き動物たち
4. summer baby
5. はつこい feat. 泉まくら
6. 恋人の歌
7. ハニー
8. クジラ
9. 虹の外
10. ポップコーン・バラッド
11. 透明でも透明じゃなくても
12. 花狂い
13. サマー・レイン
14. popcorn run-out groove

#### LP:ROSE 214X
side A
1. Tシャツ
2. 東京市憂愁（トーキョーシティブルース）
3. 青い戦車
4. きみの部屋
5. 泡アワー
6. 炭酸xyz

side B
1. 街角のファンク feat. C.O.S.A. & KID FRESINO
2. きみは今日、空港で。
3. 花火
4. クリスマス
5. 金星

side C
1. 抱きしめたり feat. CRZKNY
2. 流れ星
3. すべての若き動物たち
4. summer baby
5. はつこい feat. 泉まくら
6. 恋人の歌

side D
1. ハニー
2. クジラ
3. 虹の外
4. ポップコーン・バラッド
5. 透明でも透明じゃなくても
6. 花狂い
7. サマー・レイン
8. popcorn run-out groove